# برندس هيل (باركشير)
برندس هيل (بالإنجليزية: Brands Hill)‏ هي قرية تقع في المملكة المتحدة في جنوب شرق إنجلترا.